# Волжская коммуна
«Волжская коммуна» — общественно-политическая газета, одна из крупнейших и старейших в Самарской области, основанная в 1907 году. Учредителем является правительство Самарской области.

## История
9 (22) марта 1907 года самарский губернатор Владимир Якунин выдал гражданину города Орска М. Д. Спиридонову разрешение издавать в Самаре ежедневную газету «Прибой». Фактическим хозяином газеты был самарский комитет РСДРП. За критику властей после выхода 34-го номера 3 мая 1907 года газету закрыли. После закрытия «Прибоя» самарские большевики приступили к выпуску еженедельной газеты-журнала «Заря Поволжья». С «Зарей Поволжья» активно сотрудничал В. И. Ленин и члены большевистской фракции Государственной Думы. Читали «Зарю Поволжья» не только в Самаре, но и в других городах — в Сызрани, Симбирске, Пензе, Уфе, Оренбурге, Казани, Сормово.
После февральского государственного переворота 1917 года, с 17 марта в Самаре стала выходить «Приволжская правда» самарского комитета РСДРП(б). Сначала она выходила 2 раза в неделю, а с 30 мая 1917 года стала ежедневной. С 8 июня по октябрь 1918 года газета выходила не в Самаре. Соредактором газеты был Валериан Куйбышев. Активно сотрудничали с ней Николай Шверник, Александр Масленников и другие революционеры. В газете работали и печатались такие известные в последующем писатели, как Артем Веселый и Александр Неверов — автор повести «Ташкент — город хлебный». «Приволжская правда» распространялась по всему Поволжью, проникала на фронт. Среди её авторов в революционный период — Михаил Фрунзе, Дмитрий Фурманов, Демьян Бедный, Александр Серафимович.
10 ноября 1918 года самарский губком РКП(б) принял решение о слиянии газет «Приволжская правда» самарского губкома РКП(б) и «Солдат, рабочий крестьянин» Совета рабочих депутатов, гарнизонного Совета крестьянских депутатов и фабрично-заводских комитетов, и 7 декабря 1918 года газета вышла как «Коммуна». Учредителями её стали самарские губком РКП(б), губревком и исполком горсовета.
После создания в мае 1928 года Средне-Волжской области (в которую включили и Самарскую губернию), с сентября 1928 года газета стала называться «Средневолжская коммуна». В этот период у редакции появился самолет «СП». Самой популярной в газете стала рубрика "С борта самолета «Средне-Волжской коммуны».
В связи с реорганизацией Средневолжской области в край в 1929 году, крайком ВКП(б) 6 декабря 1929 года закрепил за газетой название «Волжская коммуна». Её редактором был Филипп Ксенофонтов, впоследствии репрессированный и реабилитированный. При нём газета в последний раз сменила своё название и дошла до наших дней как «Волжская коммуна».
В годы Великой Отечественной войны многие журналисты «Волжской коммуны» ушли на фронт добровольцами. В редакции существует мемориальная доска с фамилиями павших на войне «коммунаров». Во время войны с выходившей в «запасной столице» газетой сотрудничали многие политические и государственные деятели, писатели, ученые, журналисты. Частыми гостями в редакции были Алексей Толстой, Михаил Шолохов, Илья Эренбург, публиковавшиеся в «ВК».
29 апреля 1957 года Президиум Верховного Совета СССР Указом постановил: «В связи с пятидесятилетием со дня выхода первого номера Куйбышевской областной газеты „Волжская коммуна“ и отмечая её революционные заслуги, а также плодотворную деятельность по мобилизации трудящихся на успешное выполнение задач коммунистического строительства, наградить газету „Волжская коммуна“ орденом Трудового Красного Знамени». Орденами и медалями были награждены 11 сотрудников редакции.
В годы возведения Куйбышевского гидроузла на стройке был организован корпункт «ВК». Газета пристально следила за строительством и освоением мощностей на ВАЗе. По итогам Всероссийского конкурса на лучшее освещение агропромышленной тематики в 2003 году редакция «ВК» была награждена автомобилем ВАЗ-2105.